# فرودگاه بین‌المللی ژنرال فرنسیسکو خاویر مینا
فرودگاه بین‌المللی ژنرال فرنسیسکو خاویر مینا (به انگلیسی: General Francisco Javier Mina International Airport) یک فرودگاه همگانی مسافربری با کد یاتا TAM است که یک باند فرود آسفالت دارد و طول باند آن ۱۲۰۰ متر است. این فرودگاه در کشور مکزیک قرار دارد و در ارتفاع ۲۴ متری از سطح دریا واقع شده‌است.